# Kojkovice

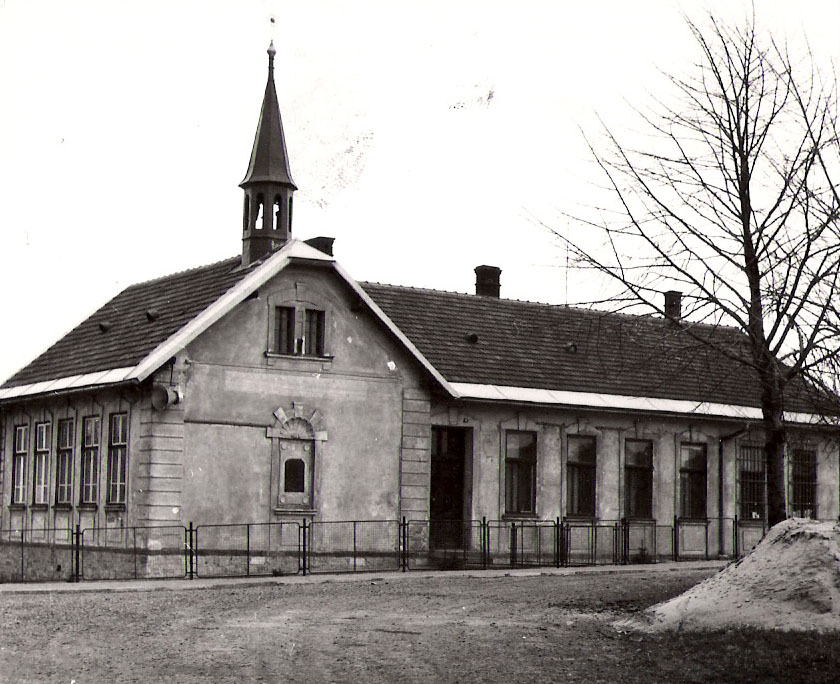
Polnische Volksschule in den 1960er Jahren

Kojkovice (polnisch Kojkowice, deutsch Kojkowitz) ist ein Ortsteil der Stadt Třinec in Tschechien. Er liegt nordöstlich des Stadtzentrums von Třinec und gehört zum Okres Frýdek-Místek.

## Geschichte
Die erste schriftliche Erwähnung von Koykowicze erfolgte 1457. Der Ortsname ist patronymisch abgeleitet vom Personennamen *Kojek (örtlich łyżwa bzw. łyżba – Knüppel). Um 1800 gab es 167 mehrheitlich evangelische Bewohner polnisch-schlesischer Mundart, die römisch-katholische Minderheit nach Punzau eingepfarrt war.
Nach der Aufhebung der Patrimonialherrschaften bildete Kojkowitz ab 1850 eine Gemeinde im Bezirk Teschen. In den Jahren 1902 bis 1907 wurde eine polnische Volksschule erbaut.
Nach der Gründung der Tschechoslowakei gehörte der Ort im Teschener Schlesien zu den Streitgegenständen im Polnisch-Tschechoslowakischen Grenzkrieg. Ab 1920 war es Teil des Bezirkes Český Těšín. Nach dem Münchner Abkommen kam Kojkowice 1938 zu Polen und nach der Eroberung durch das Deutsche Reich gehörte Kojkowitz  von 1939 bis 1945 zum Landkreis Teschen. Nach dem Ende des Zweiten Weltkrieges kam der Ort zur Tschechoslowakei zurück. Nach der Auflösung des Okres Český Těšín kam der Ort mit Beginn des Jahres 1961 zum Okres Frýdek-Místek. 1960 erfolgte die Eingemeindung nach Třinec.

## Persönlichkeiten
- Stanisław Zahradnik (* 1932), Archivist, Historiker, Nationalaktivist der polnischen Minderheit im Olsagebiet.